# Apriltsi (distrikt)
Apriltsi (bulgariska: Априлци) är ett distrikt i Bulgarien.   Det ligger i kommunen Obsjtina Pazardzjik och regionen Pazardzjik, i den centrala delen av landet, 90 kilometer sydost om huvudstaden Sofia.
Trakten runt Apriltsi består till största delen av jordbruksmark. Runt Apriltsi är det ganska tätbefolkat, med 192 invånare per kvadratkilometer.